# Phoenix Finance
La Phoenix Finance (nota anche come D.A.R.T. Grand Prix) era una società britannica che, sotto la direzione di Charles Nickerson, cercò senza successo di partecipare al campionato mondiale di Formula 1 2002.

## Storia
Al termine della stagione 2001 la Prost Grand Prix, indebitata per circa 30 milioni di Dollari, chiuse i battenti. Pochi giorni prima del Gran Premio inaugurale della stagione successiva all'asta fallimentare, alcune proprietà della squadra francese furono comprate, per circa 2.5 milioni di Dollari, dalla Phoenix Finance, una società gestita da Charles Nickerson, vecchio amico di Tom Walkinshaw, proprietario del team Arrows, con lo scopo dichiarato di partecipare al mondiale 2002. Nickerson acquistò la proprietà intellettuale dei disegni della Prost AP04 e della Prost AP05, rispettivamente la vettura che aveva gareggiato nel 2001 e il progetto della monoposto che avrebbe dovuto correre nel 2002, oltre agli esemplari fisici della AP04 e a diversi pezzi già realizzati della AP05, battendo anche un'offerta di Paul Stoddart, proprietario della Minardi. La Phoenix raggiunse poi degli accordi con Gastón Mazzacane e Tomáš Enge.
Nickerson sosteneva, inoltre, di aver rilevato anche l'iscrizione della Prost al mondiale 2002, e di poter di conseguenza vantare diritti sui 12 milioni di Dollari derivanti dai diritti televisivi che sarebbero spettati alla Prost in quanto nona classificata nel campionato costruttori 2001. Tuttavia, questa posizione fu immediatamente messa in discussione dalle scuderie rivali perché la nuova scuderia aveva, di fatto, saltato il primo Gran Premio stagionale per insolvenza, venendo meno agli accordi previsti dal Patto della Concordia. Anche Bernie Ecclestone si oppose alla manovra, dichiarando al Times in riferimento a Nickerson che "Non ha comprato nulla in Formula 1. Tutto ciò che ha comprato sono alcune vetture da esibizione. Può scordarselo. Sta perdendo il suo tempo se pensa di correre in Malesia". Anche la situazione tecnica della nuova scuderia sarebbe stata disastrosa: la Phoenix avrebbe dovuto accoppiare i telai Prost ai vecchi motori Hart utilizzati dalla Arrows nel 1998 e nel 1999 forniti dalla TWR di Walkinshaw, progettare un nuovo retrotreno per le monoposto (quello della AP04 era pensato per essere accoppiato al motore Ferrari che equipaggiava la Prost nel 2001) e trovare un fornitore per gli pneumatici. La situazione spinse Enge a farsi da parte; il suo posto fu preso da Tarso Marques.
Nonostante ciò, la Phoenix tentò di presentarsi ai box nel Gran Premio della Malesia, trasportando nel Paese asiatico due telai Prost con montati un motore Hart V10 e il retrotreno delle vetture Arrows biposto. Si recarono in Malesia anche i piloti Mazzacane e Marques e una trentina di persone tra ex personale Prost e TWR. Tuttavia, le vetture furono bloccate alla dogana perché non riconosciute come facenti parte degli accordi che permettono ai team di Formula 1 di trasportare le proprie monoposto dentro e fuori dai vari Paesi, senza pagare tasse; la FIA, inoltre, non riconobbe la validità del passaggio di proprietà dell'iscrizione della Prost al mondiale 2002 alla Phoenix, escludendola dal campionato. La Phoenix protestò ufficialmente contro questa decisione, presentando un ricorso alla Corte Suprema inglese, che fu però respinto, ponendo definitivamente fine ai tentativi della società.